# Angeschoben
Angeschoben ist in der Heraldik ein Fachbegriff, der verwendet wird, wenn der Turnierkragen mit seiner Oberseite den oberen Schildrand berührt. Diese Darstellung ist in der Wappenbeschreibung zu erwähnen (zu melden). In der Regel wird der Turnierkragen schwebend dargestellt.